# Бузен (Француска)
Бузен (фр. Bouzin) насеље је и општина у јужној Француској у региону Миди Пирене, у департману Горња Гарона која припада префектури Сен Годан.
По подацима из 2011. године у општини је живело 81 становника, а густина насељености је износила 18,97 становника/km². Општина се простире на површини од 4,27 km². Налази се на средњој надморској висини од 340 метара (максималној 446 m, а минималној 312 m).

## Демографија
| 1962. | 1968. | 1975. | 1982. | 1990. | 1999. | 2011. |
| ----- | ----- | ----- | ----- | ----- | ----- | ----- |
| 54    | 70    | 65    | 60    | 54    | 69    | 81    |

График промене броја становника у току последњих година